# Montijo (Badajoz)
Montijo ist eine Gemeinde (municipio) mit 15.232 Einwohnern (Stand: 2024) in der spanischen Provinz Badajoz in der Autonomen Gemeinschaft Extremadura. Sie liegt zwischen Badajoz und Mérida, in der Nähe der Ufer des Flusses Guadiana. Die Ausdehnung der Gemeinde umfasst 3 verschiedene Siedlungen: Lácara, Barbaño und Montijo, wobei die letztere der Gemeindesitz ist.
In der Nähe der Stadt wurde 1644 die Schlacht von Montijo zwischen Portugal und Spanien ausgetragen. 

## Demografie
| Einwohnerzahl (1842–2010)                 | Einwohnerzahl (1842–2010) | Einwohnerzahl (1842–2010) | Einwohnerzahl (1842–2010) | Einwohnerzahl (1842–2010) | Einwohnerzahl (1842–2010) | Einwohnerzahl (1842–2010) | Einwohnerzahl (1842–2010) | Einwohnerzahl (1842–2010) | Einwohnerzahl (1842–2010) | Einwohnerzahl (1842–2010) | Einwohnerzahl (1842–2010) | Einwohnerzahl (1842–2010) | Einwohnerzahl (1842–2010) | Einwohnerzahl (1842–2010) | Einwohnerzahl (1842–2010) |
| ----------------------------------------- | ------------------------- | ------------------------- | ------------------------- | ------------------------- | ------------------------- | ------------------------- | ------------------------- | ------------------------- | ------------------------- | ------------------------- | ------------------------- | ------------------------- | ------------------------- | ------------------------- | ------------------------- |
| 1842                                      | 1857                      | 1877                      | 1887                      | 1900                      | 1910                      | 1920                      | 1930                      | 1940                      | 1950                      | 1960                      | 1970                      | 1981                      | 1991                      | 2001                      | 2010                      |
| 3 860                                     | 5 866                     | 6 020                     | 6 681                     | 7 644                     | 9 507                     | 9 110                     | 9 671                     | 11 133                    | 12 100                    | 14 961                    | 12 530                    | 13 124                    | 15 054                    | 15 253                    | 16 279                    |
| Quelle: Instituto Nacional de Estadística |                           |                           |                           |                           |                           |                           |                           |                           |                           |                           |                           |                           |                           |                           |                           |

## Persönlichkeiten
- Cristóbal Gregorio VI. Portocarrero Osorio Villalpando y Guzmán (1693–1763), Diplomat
- Javier Cienfuegos (* 1990), Hammerwerfer
- Alberto Barroso Campos (* 1996), Tennisspieler